# Pantana interjecta
Pantana interjecta är en fjärilsart som beskrevs av Swinhoe 1891. Pantana interjecta ingår i släktet Pantana och familjen tofsspinnare. Inga underarter finns listade i Catalogue of Life.